# Copeland Islands
Copeland Islands est un groupe de trois îles qui sont situées en mer d'Irlande au nord de Donaghadee dans le comté de Down en Irlande du Nord.
La principale est Copeland Island.
Deux autres îles plus petites sont attenantes : Mew Island où est érigé l'actuel phare de Mew Island en opération automatique depuis 1996 et Lighthouse Island,où avait été construit le premier phare en 1815. Celui-ci est inactif depuis 1884 au bénéfice de celui de Mew Island. La souche du phare est en ruine mais la maison du gardien a été réhabilitée pour recevoir un observatoire d'oiseaux  détenu par le National Trust for Places of Historic Interest or Natural Beauty (appelé plus simplement National Trust), les îles étant devenues un site d'intérêt scientifique particulier.
Les îles sont visitables pendant les mois d'été par un service public de traversier au départ de Donaghadee.